# Elena Cánovas
Elena Cánovas (Madrid, 1955) es una dramaturga y exfuncionaria de prisiones española, fundadora del Teatro Yeses, una compañía formada por mujeres presas, de la que es directora desde 1985.

## Trayectoria
Cánovas estudió trabajo social, es titulada en Interpretación y Dirección Escénica por la Real Escuela Superior de Arte Dramático, graduada en Criminología por la Universidad Complutense de Madrid (UCM) y directora de la compañía Teatro Yeses desde 1985.
Con 23 años y siendo madre de dos hijas, empezó su carrera como funcionaria de prisiones en la Cárcel de Yeserías en 1975, y decidió compaginar su trabajo con sus estudios en arte dramático. En 1985, fundó la compañía Teatro Yeses siguiendo los consejos de algunos de sus profesores de interpretación, quienes le animaron a acercar el teatro a las presas.
Cánovas utiliza el teatro como instrumento regenerador, convertido en un modo de inclusión social, lo que le emparenta con el pensamiento de Clara Campoamor, Concepción Arenal, Victoria Kent y Rivas Cherif. Además de su papel en la reinserción de las presas, su objetivo es lograr concienciación del público que asiste a las representaciones de Teatro Yeses, al que se intenta sensibilizar sobre la libertad, la igualdad y la justicia social. Las obras representadas por las actrices tratan sobre temáticas de carácter social y desde una perspectiva feminista.
El grupo de teatro fundado en Yeserías pasó luego a la prisión de Carabanchel Mujeres y en la actualidad tiene su sede en el Centro Penitenciario de Madrid I Mujeres de Alcalá de Henares.

## Reconocimientos
Cánovas fue galardonada con el Premio Calderón de la Barca 1989 por su ópera prima, Mal bajío (escenas de una cárcel de mujeres). En 1995, recibió el reconocimiento a su labor a través de la Secretaría General de Instituciones Penitenciarias que le concedió la Medalla al Mérito Penitenciario.
La compañía Teatro Yeses ha recibido, además, diferentes premios. Fue galardonado con el Premio Dionisos de Teatro a proyectos teatrales de gran repercusión social, otorgado por la Unesco en 2007. Una década después, en 2017, recibió el Premio Max al Aficionado a las Artes Escénicas.
Como forma de visibilizar la trayectoria de la compañía y la labor de reinserción con presas llevada a cabo por Cánovas, Miguel Forneiro hizo en 2018 el documental Yeses donde se recoge su biografía y la formación del grupo.